# 小坂憲央
小坂 憲央（こさか のりお、1969年（昭和44年）12月2日 - ）は、YBC山形放送の男性アナウンサー。

## 略歴
富山県下新川郡朝日町出身。法政大学卒業後、1992年にYBC入社。最近ではラジオでの出演も増えてきている。既婚。現在は、YBCのアナウンス部長。

## 担当番組
（出典：）
- YBC news every.
- あなたとYBC
- スポーツ中継
- 夢ノート

### 過去の担当番組
- のりのり・ともえのウィークエンドスクランブル（芳賀道也から引き継ぎ）
- YBCハッピーロード
- YBCイブニング・スコープ
- ズームイン!!SUPER山形担当キャスター
- ピヨ卵ワイド430